# Intervenció militar contra l'Estat Islàmic
La Intervenció Militar contra L'Estat Islàmic, es refereix al conflicte existent a Iraq i Síria que enfronta a Al-Daix, i a militants sunites lleials a l'antiga dictadura de l'Ex-President Saddam Hussein contra els Exèrcits de Siria, Iraq, el Kurdistan Iraquià, i una Coalició Internacional liderada pels Estats Units, l'Iran, el Regne Unit, França i Turquia i altres països.
La guerra contra Al-Daix es refereix al conflicte que té lloc des del 5 de juny del 2014, quan Al-Daix, també conegut com a Estat Islàmic de l'Irak i el Llevant, juntament amb militants sunnites lleials a l'antiga dictadura baasista secular de Saddam Hussein i amb el suport de les tribus anti-governamentals, van llançar una ofensiva contra els exèrcits de l'Iraq i de Síria. Les forces de l'Estat Islàmic de l'Irak i el Llevant, van començar atacant la ciutat de Samarra aquell mateix dia, i es van apoderar de Mossul la nit del 9 de juny, i de Tikrit el dia 11. A finals d'aquell mes, les Forces Armades Iraquianes havien perdut el control de tota la seva frontera occidental amb el Regne de Jordània i amb Síria. El 29 de juny, l'Estat Islàmic de l'Irak i el Llevant va declarar un califat que incloïa territoris de Síria i de l'Iraq. Abu Bakr al-Baghdadí, líder del grup, va ser declarat «Califa i líder de tots els musulmans» .
El mes d'agost de l'any 2014, una coalició internacional va llançar una ofensiva a la regió, anomenada Determinació Inherent, aquesta operació va ser liderada pels Estats Units, per tal de sumar-se a l'esforç dels exèrcits sirià i iraquià per fer front a la insurgència gihadista.
A mesura que les forces de seguretat iraquianes es retiraven cap al sud, les forces del Govern Regional del Kurdistan van omplir el buit, i van ocupar part dels territoris disputats entre l'Iraq i el Kurdistan, inclòs el centre petrolier de Kirkuk. Els observadors internacionals van interpretar la mobilització kurda com l'últim senyal de la «creixent anarquia» a l'Irak.
El Primer ministre de l'Iraq, Nuri al-Maliki, volia declarar l'estat d'emergència nacional el dia 10 de juny, després de l'atac insurgent a Mossul. Malgrat la crisi de seguretat, el Consell de Representants de l'Iraq no va permetre a Maliki declarar l'estat d'emergència. Molts parlamentaris sunnites i kurds van boicotejar la sessió perquè s'oposaven a un increment dels poders del Primer ministre.
Síria va decidir intervenir en la guerra amb suport aeri, i diversos mitjans van afirmar que la Guàrdia Revolucionària Iraniana, sota el comandament del general Qasem Soleimani, va participar en el conflicte, cosa que el govern iranià havia negat.
El 8 d'agost de 2014, a petició urgent de l'Iraq i amb l'argument de Barack Hussein Obama que els Estats Units no podia romandre indiferent al conflicte, el país nord-americà va decidir intervenir en la guerra que l'Iraq estava duent a terme contra l'Estat Islàmic de l'Iraq i el Llevant, per tal de defensar a les minories cristianes i yazidites que estaven sent massacrades pels gihadistes, a més de protegir les instal·lacions, i als militars nord-americans situats en aquell país. Per això, els Estats Units van decidir bombardejar posicions dels terroristes, limitant-se a realitzar només atacs aeris. Més tard, Barack Obama va expressar el seu desig de crear una coalició internacional amb l'objecte d'acabar amb els gihadistes, que està recolzada i conformada per trenta països i recolzada per les Nacions Unides.
El 14 de desembre de 2014, Nahla Al-Hababi, la representant de la província de Nínive al Parlament iraquià, ha informat que els Estats Units havien lliurat intencionalment armes a l'Estat Islàmic de l'Iraq i el Llevant. D'altra banda, són diversos els analistes polítics que creuen que els Estats Units van ajudar a crear l'Estat Islàmic de l'Iraq i el Llevant, per tal d'acabar amb el Govern del president sirià Baixar al-Àssad.

## Antecedents

### Creació de l'Estat Islàmic
El 29 de juny de 2014, amb motiu del començament del mes del Ramadà, el portaveu de l'EI, Abu Mohamed al-Adnani, va declarar la intenció del grup de crear un califat que s'estengués per tot el món musulmà, al mateix temps que nomenava a Abu Bakr al-Baghdadí la seva màxima autoritat, autoproclamant-lo «Ibrahim, imant i califa de tots els musulmans».
Amb aquesta intenció, el grup va ser rebatejat com a Estat Islàmic, prescindint de l'esment a l'Iraq i Síria i en referència a la seva voluntat d'expansió: «la legalitat de tots els emirats, grups, Estats i organitzacions es converteix en nul·la després de l'expansió de l'autoritat del califa i l'arribada de les seves tropes».
La proclamació del califat va atreure a gihadistes àrabs i a magrebins residents a Europa, El Magreb s'ha convertit en la plataforma des de la qual surten milers de combatents que s'uneixen a les files de grups gihadistes i terroristes en els fronts de l'Iraq i Síria arribant a comptar amb entre 30.000 i 100.000 homes en les seves files amb l'objectiu de conquerir Síria i l'Iraq i convertir-los en la base d'un Estat musulmà per després expandir-se a la resta del món àrab. Els gihadistes califals, amb una extensa publicitat a internet, arribant fins i tot al Trending Topic de Twitter i propagant-se per les xarxes socials, van aconseguir reclutar més mercenaris internacionals que abans.

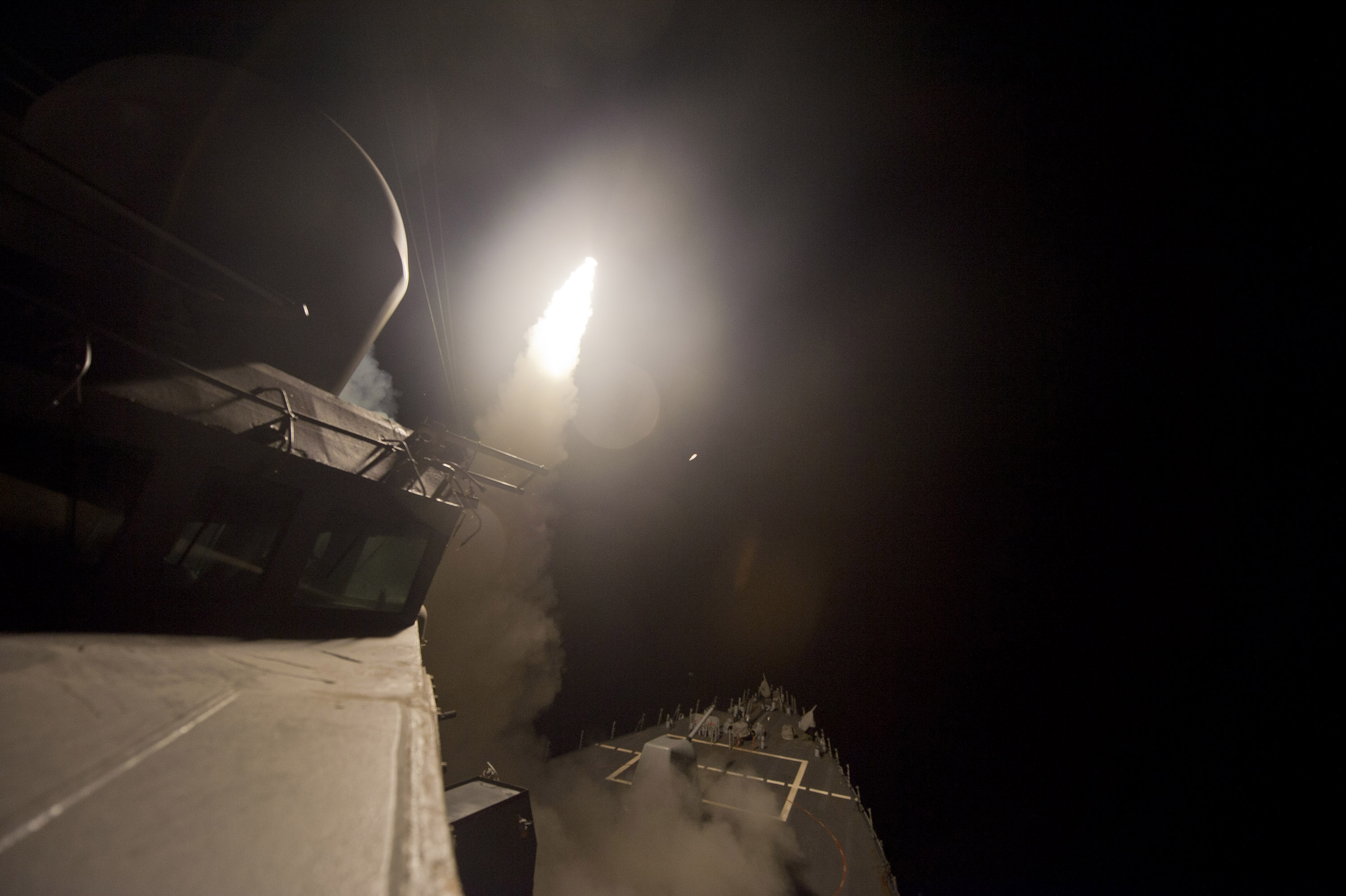
Atac naval nord-americà sobre posicions de l'EI el 14 de setembre de 2014.

Amb milers d'armes capturades i recursos naturals en el seu domini, el grup controla gran part del nord de Síria i de la governació petroliera de Deir el-Zour, la capital de la qual està dividida en una zona sota la seva influència i en una altra sota control de l'exèrcit sirià, sense que s'hagin notificat combats.
Als territoris que domina l'organització imposa la seva interpretació extremista de la Sharia, duent a terme execucions públiques i destruint temples i mesquites, entre ells la tomba del profeta Jonàs.
A més a més es va ordenar l'expulsió de tots els cristians que es neguin a convertir-se a l'islam i han realitzat decapitacions massives en públic de cristians que es neguen a la conversió, incloent nens.
L'Estat Islàmic té influència en els sectors estratègics de la geopolítica i el petroli, posant en perill l'equilibri de l'Orient Mitjà i competint amb Al-Qaeda per la supremacia en els grups gihadistes.
Arran d'aquesta tensa situació, la Casa Blanca i els seus aliats occidentals van encendre l'alerta davant l'alarmant situació que es vivia a la regió de la Mesopotàmia. D'altra banda, el govern de Síria, reconegut enemic de les potències mundials, ha buscat socors en aquestes per poder evitar l'hecatombe del país, alhora que els iraquians continuaven amb les seqüeles de la invasió de l'any 2003 que van afrontar. Per frenar l'imparable avanç dels yihadistes, les potències occidentals amb altres països musulmans van acordar unir les seves forces per combatre a l'enemic.
El 19 d'agost, a través d'un vídeo de YouTube un representant de l'EI va decapitar al fotoperiodista nord-americà James Foley en represàlia als atacs aeris conduïts pels Estats Units. A ell es van sumar els nord-americans Steve Stolloff i David Haines, així com el cooperant britànic Alan Henning.
A principis d'octubre, els islamistes van conquerir la ciutat iraquiana de Hit i van iniciar un ofensiva sobre la ciutat siriana de Kobane. Un dels majors riscos és que els gihadistes penetrin a Europa de l'Est amb Turquia com a ruta.
Cap al desembre, les tropes de l'EI estan compostes per 30.000 combatents, nadius de noranta països, amb un 10% d'ells europeus, capaços d'actuar en accions individuals, com a insurgents i fins i tot com a infanteria lleugera; d'altra banda, gràcies als seus ingressos d'uns 2 milions d'euros diaris és el grup terrorista més ric de la història, perquè tenen una economia molt dinàmica: comercien amb petroli, trafiquen amb òrgans, recullen impostos, realitzen exaccions, exploten la indústria del segrest, roben i trafiquen amb antiguitats; però també paguen sous als mercenaris que recluten.
En la pràctica, s'autodenominen «califat», seguint el model dels desapareguts regnes de l'islam i són un grup terrorista que ha aconseguit territorialitzar-se i establir-se com un prototip d'estat de facto. Històricament, l'últim califat a reconèixer-se com a tal va ser el de l'Imperi Otomà, fins a la seva caiguda el 1924.
Des de llavors l'Estat Islàmic ha mostrat molts vídeos d'execucions de presoners amb diferents mètodes criminals. El periodista japonès Kenji Goto va ser decapitat. El pilot jordà Muadh al Kasasbeh va ser cremat viu dins d'una gàbia. Com a represàlia, Sajida al Rishawi (dona) i Ziad al Karbouli, presos d'Al-Qaeda capturats a Jordània, van ser penjats pel govern d'aquest país. Tots aquests vídeos són pujats i/o distribuïts a través de les xarxes socials.

## Intervenció a Síria i Iraq
El 7 d'agost de 2014, el president Barack Obama va anunciar la intervenció del seu país en l'escalada d'enfrontaments a l'estat iraquià amb els gihadistes de l'Estat Islàmic, per primera vegada des de la retirada de les tropes nord-americanes de la guerra de l'Iraq el 2011.

### Bombardejos dels Estats Units

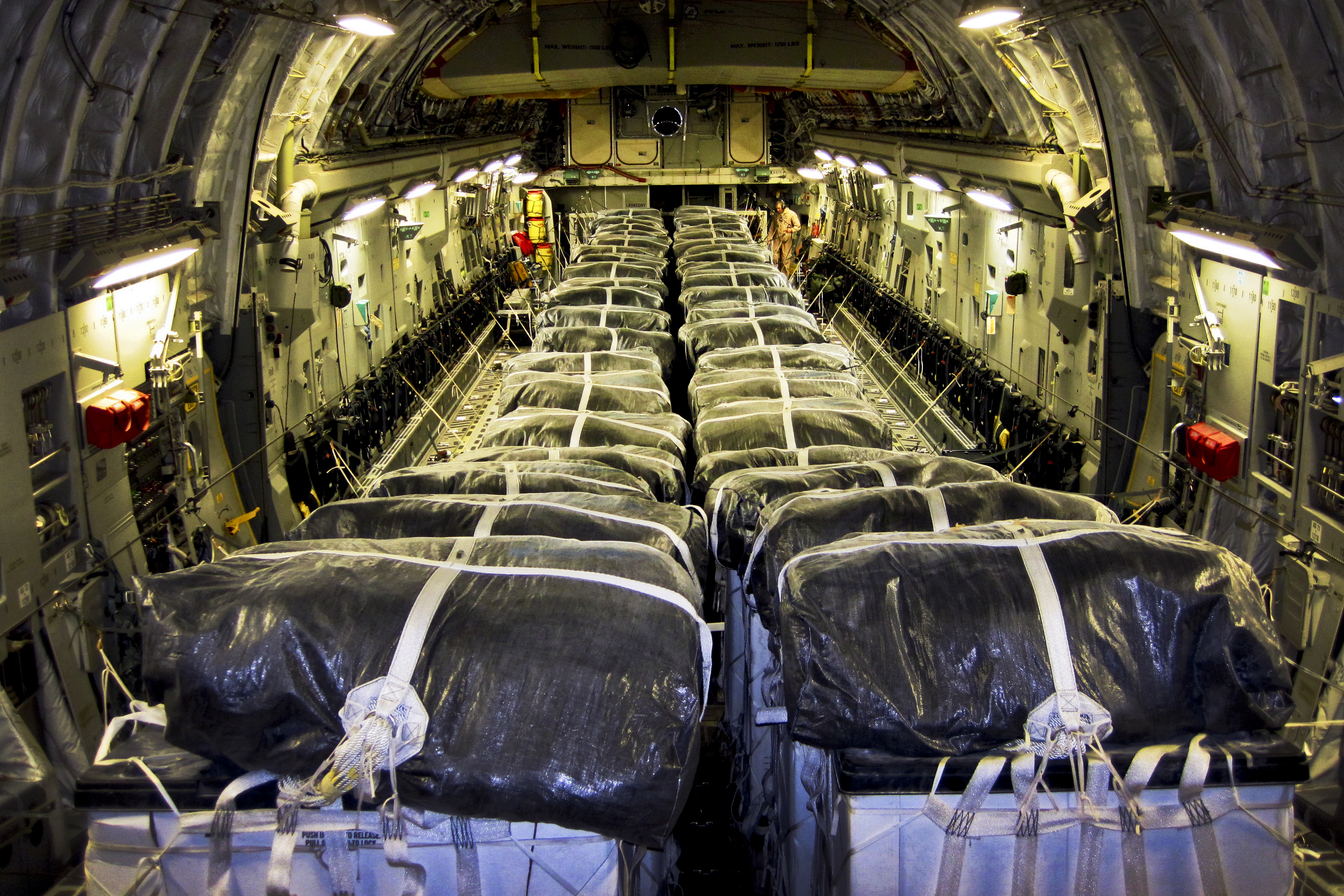
Ajuda humanitària dels Estats Units a l'Iraq, 8 d'agost de 2014.

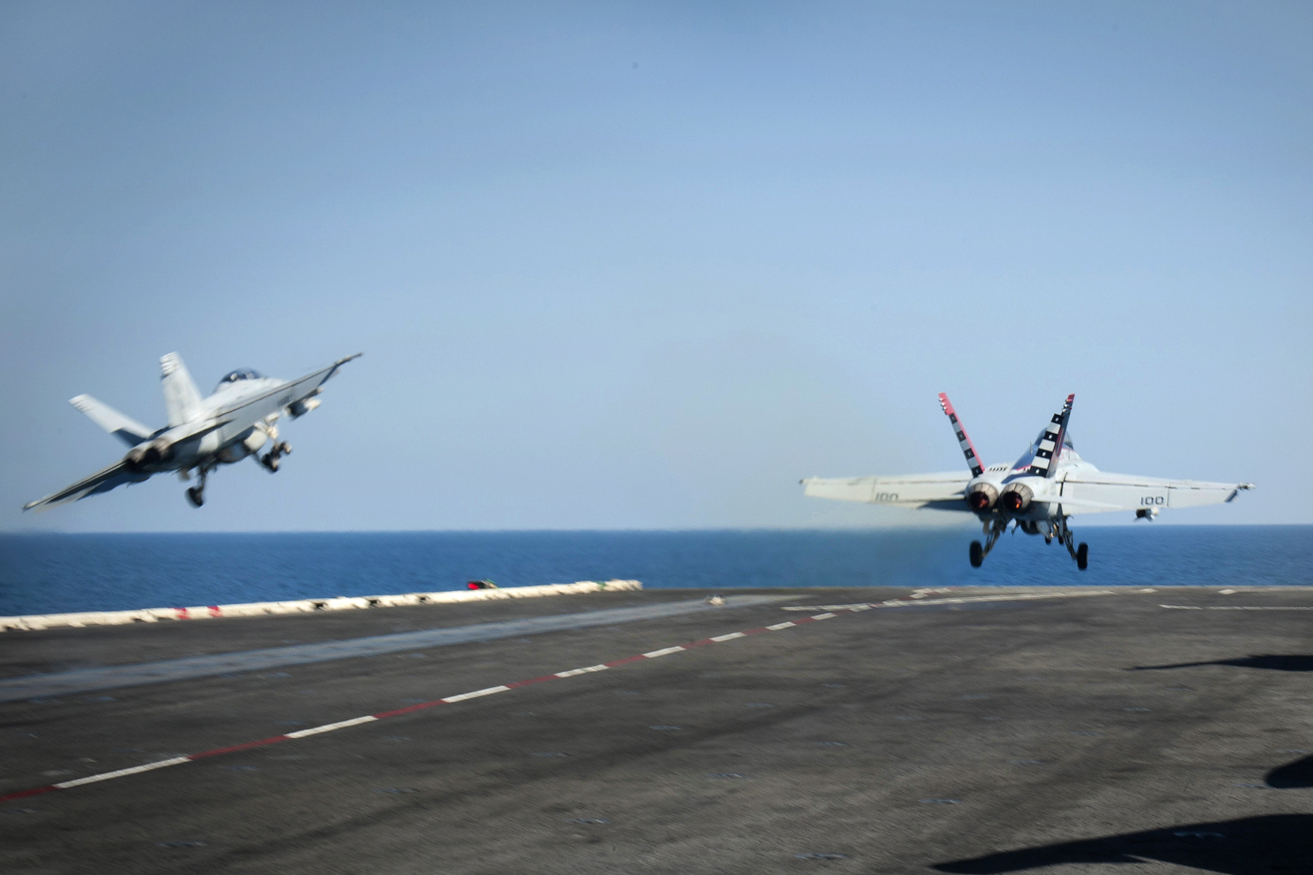
Dos avions F/A-18 Super Hornet dels Estats Units a l'octubre de 2014.

El 8 d'agost de 2014 dos caces F-18 de la Força Aèria dels Estats Units van llançar un atac contra l'artilleria de l'Estat Islàmic, que estava sent utilitzada contra forces kurdes que defensaven Erbil, a prop d'on hi ha personal nord-americà. No només Barack Obama va decidir dur a terme el bombardeig, sinó que també va decidir enviar ajuda humanitària a la regions del nord de l'Iraq, a més d'ajudar a rescatar als refugiats de la minoria cristiana de l'Iraq i als denominats iazidites, que es trobaven a la Muntanya Sinjar acorralats pels membres de l'EI, els quals són constantment massacrats per aquests terroristes.
El 8 de setembre, l'aviació nord-americana va bombardejar posicions de l'Estat Islàmic a la ciutat de Mossul per frenar el seu avanç cap a Erbil, capital de la regió autònoma del Kurdistan. Els seus atacs aeris s'havien limitat a les perifèries de la província de Nínive. D'altra banda van continuar els bombardejos als voltants del pantà de Haditha com des dels primers dies de la intervenció militar nord-americana. Els bombardejos es van centrar principalment a Majmur, Sinjar, la represa de Mossul o Zamar, on es registraven fortes batalles entre els combatents gihadistes i els Peshmergues kurds.
El 10 de setembre el president Obama va anunciar per cadena nacional i al món que els Estats Units formarà una coalició internacional per bombardejar Síria i l'Iraq, i va cridar al Capitoli a exhortar als legisladors nord-americans perquè aprovin enviar armes als opositors sirians. A més, va anunciar el lliurament d'US$ 25.000.000 a l'Iraq per combatre a l'Estat Islàmic, que segons la CIA tenia en el seu moment entre 20.000 i 31.500 combatents a l'Iraq i Síria, a més dels 10.000 que ja tenia en les seves files.
El 16 de setembre, la força aèria nord-americana va bombardejar posicions de l'Estat Islàmic que estaven atacant una trinxera iraquiana al sud-oest de Bagdad. Aquesta és la primera ofensiva fora de l'àmbit dels bombardejos del nord de l'Iraq i la primera de la capital iraquiana. Finalment, van aconseguir tallar el setge amb els rebels a la muntanya Sinjar i recuperar la presa més gran de l'Iraq en mans dels gihadistes.
El 18 de setembre, avions F-18 nord-americans van bombardejar un centre d'entrenament militar gihadista a prop de la ciutat de Mossul, llançant 14 míssils i matant a 62 militants i deixant ferits a 102. A més a més, entre el 17 i 18 de setembre van destruir diversos edificis suposadament ocupats per gihadistes, va informar el Comandament Central.
El 22 de setembre, els Estats Units i els seus aliats de la coalició van bombardejar Raqqa, la capital de l'Estat Islàmic a Síria. Ho van fer a través de caces, bombarders i míssils Tomahawk des de vaixells de guerra, després que el president Barack Obama advertís en un discurs del 10 de setembre que els Estats Units estava preparat per atacar els militants del grup gihadista a Síria. El Pentàgon va anunciar que va ser una decisió del cap del Comando Central el General Lloyd Austin qui la va prendre aquest mateix dia.
A més a més, els atacs també van estar dirigits contra Khorasan, una filial d'Al-Qaeda que amenaça de destruir els interessos occidentals. Es creu que el seu líder Muhsin al-Fadhli, hauria mort en els bombaredos, encara que el Pentàgon no va confirmar el seu decés.
El 23 de setembre, un bombardeig a la província d'Alep, dirigit a un edifici residencial ocupat per yihadistes d'Al Nusra, va deixar un saldo de 50 militants i 8 civils —entre ells tres nens— morts. Aquest mateix dia, John Kerry va declarar que «les fronteres nacionals no impediran als Estats Units lluitar contra l'EI». Ban Ki-moon va instar a Washington a evitar morts de civils durant el curs dels atacs contra els terroristes. El 25 de desembre de 2014, Hassan Saeed Al-Jabouri, governador de l'ISIL de Mosul, també conegut com a Abu Taluut, va ser assassinat per un atac aeri de la Coalició dirigit pels Estats Units a Mosul. i el 20 de gener de 2015 Abu Bakr al-Baghdadi, el líder d'Estat Islàmic, va resultat ferit en un atac aeri a Al-Qa'im i es va retirar a Síria.

### Operacions terrestres

#### Estats Units
El 18 de desembre de 2014, una primera unitat terrestre de l'exèrcit nord-americà va entrar en combat obert contra combatents de l'anomenat Estat Islàmic a la província occidental iraquiana d'Anbar. El combat es va registrar a prop de la base Ain al-Assad, que es troba a 90 quilòmetres de la ciutat de Ramadi. Després de dues hores de combat, els nord-americans, recolzats per caces bombarders F-18, van aconseguir repel·lir l'atac contra la base. Els terroristes es van veure forçats a retirar-se de la zona d'al-Dolab, que es troba a 10 km de la base. Durant aquest mateix dia, efectius nord-americans van participar en un contraatac que va ser dut a terme per forces locals i de l'Exèrcit iraquià a prop de la base. Segons va confirmar el Departament de Defensa, Estats Units és objecte d'atacs de l'EI des de desembre de 2014.

#### Operacions de rescat d'ostatges fallides a Síria
Efectius pertanyents a la Força Delta —el grup d'elit nord-americà— van efectuar una operació a Raqqa amb l'objectiu de rescatar a ostatges nord-americans, entre ells James Foley i Steven Sotloff, periodistes en mans de terroristes de l'Estat Islàmic. Dues dotzenes de membres de la força especial nord-americana van entrar en combat amb els yihadistes, en el qual un efectiu va resultar ferit. La missió va fracassar a causa que els periodistes es trobaven a fora de la ciutat i van ser finalment executats, igual que els altres ostatges.
Durant la nit de l'1 de gener de 2015, dos intents de missions de rescat per salvar als ostatges en poder de l'Estat Islàmic a Síria van acabar en fracàs. Segons els militants, les accions es van dur a terme l'1 de gener a Raqqa. L'objectiu era recuperar un nombre d'ostatges incloent a Muadh al- Kasasbeh, el pilot jordà que va ser capturat per Estat Islàmic després de l'enderrocament del seu avió sobre territori controlat pels terroristes, que finalment va ser executat.
L'operació es va dur a terme al voltant de 20 quilòmetres a l'est del centre de la ciutat principal. Abu Ibrahim al- Raquaoui, un militant de Raqqa i administrador de la campanya secreta anti-EI local, «Raqqa està sent silenciosament sacrificada», va confirmar que les dues operacions de rescat es van fer durant la nit.
Segons informes, cinc avions de la coalició sobrevolaven a baixa altura sobre la ciutat, mentre que es van dur a terme més de 12 escorcolls als afores. Aeronaus de reconeixement es van utilitzar per prestar ajuda en els atacs, que van resultar en la destrucció d'un nombre alt d'edificis.
A l'àrea de Rumelia, a l'altre extrem de la ciutat, dos helicòpters van intentar desplegar forces especials sobre el terreny per rescatar als ostatges. No obstant això, tots dos van rebre foc pesat dels terroristes de l'Estat Islàmic. Testimonis van afirmar haver escoltat els trets i helicòpters de combat donant voltes sobre la zona.
Davant els trets dels gihadistes, tots dos aparells es van veure obligats a avortar el seu intent d'aterratge. Forts enfrontaments van esclatar entorn del carrer Al Saqiya, on aquests havien tractat d'aterrar. Un altre intent va tenir lloc a l'est de Raqqa, entre els llogarets de la zona d'Alekershi.

#### Canadà
El 19 de gener de 2015, el general canadenc Michael Rouleau va admetre que les seves forces especials intercanviaven trets des de feia una setmana amb terroristes de l'EI a l'Iraq, mentre ensinistraven a les forces iraquianes per al combat. Les forces canadenques van caure sota el foc de morters i metralladores i van respondre a l'atac, en un acte que el comandant de les forces especials del Canadà va descriure com «de legítima defensa», sense produir-se víctimes del país nord-americà.
El 26 de gener, les forces canadenques van expressar que van mantenir dos nous enfrontaments contra l'EI, segons un comunicat del comandant de les forces especials, Paul Forget. D'altra banda, la revelació d'aquests nous combats va provocar que els partits de l'oposició tornessin a acusar al Govern del primer ministre canadenc, Stephen Harper, d'enganyar al país sobre el paper dels seus soldats a l'Iraq.

#### Intervenció liderada per l'Iran
El 3 de desembre de 2014 —segons fonts del Pentàgon—, l'Iran hauria bombardejat posicions de l'Estat Islàmic a l'est de l'Iraq, utilitzant els seus avions F-4 Phantom. No obstant això, tant Washington com Teheran van negar que els atacs s'estiguin duent a terme en conjunt amb la coalició. A més, el Brigadier-General Massoud Jazayeri va desmentir «qualsevol intenció de col·laborar amb Washington».
El 6 de desembre, el viceministre d'Exteriors persa, Ibrahim Rahimpur, va reconèixer que les seves aeronaus van atacar posicions de l'EI a l'Iraq, així mateix també va indicar que la principal fi dels cops aeris és «prestar ajuda als amics de l'Iraq», a més a més va assenyalar que l'«Iran no va coordinar les seves accions amb els Estats Units, però sí amb el Govern de l'Iraq, ja que qualsevol operació militar d'ajuda es realitza a la seva petició».
El 28 de desembre, el Brigadier General Hamid Taqavi de la Guàrdia Revolucionària de l'Iran, va morir durant un combat contra l'Estat Islàmic a l'Iraq. Segons una declaració de la Guàrdia en línia, Taqavi va morir «mentre complia la seva missió d'assessoria per confrontar als terroristes de l'Estat Islàmic a Samarra».

#### Hezbollah
El juliol de 2014, Hezbollah va enviar un nombre indeterminat d'estrategs i analistes d'intel·ligència a Bagdad, com a suport al desplegament militar iranià en contra de l'Estat Islàmic. I el 16 d'aquest mes va sofrir la seva primera baixa, mentre que l'agència Reuters va reportar que hi havia «dotzenes» de veterans a l'Iraq.

### Ús d'armes químiques
El 15 de setembre de 2014, l'EI va llançar un atac químic a la ciutat de Dhuliuya, enverinant a 11 elements de les forces de seguretat iraquianes. No obstant això, el fet va ser confirmat recentment el 24 d'octubre.
El 22 de setembre, els terroristes van realitzar un atac amb gas clor a prop de Faluja, matant a més de 300 soldats iraquians. No obstant això, aparentment el Ministeri de Defensa de l'Iraq hauria desmentit el succés, afirmant que els diaris locals van eliminar tota referència a l'atac en els seus llocs d'internet.
El 25 de desembre de 2014, l'EI va bombardejar el districte de Baghdadi, a l'oest de la província d'Anbar, utilitzant projectils impregnats amb clor. Segons Press TV, l'atac hauria tingut lloc a Hit.

### Operacions de 2016

Ofensiva de Raqqa

En agost, l'Exèrcit Lliure de Síria recolzat per Turquia llençava l'Operació Escut de l'Eufrates al nord de Síria. L'operació va començar amb la captura de la ciutat de Jarablus, i va finalitzar oficialment el 29 de març de 2017 després que els rebels sirians recolzats per Turquia van capturar 2.055 quilòmetres quadrats, incloent tot el territori que havia controlat Estat Islàmic a la frontera turco-síria completament.
La batalla de Mossul contra Estat Islàmic a l'Iraq va començar el 16 d'octubre de 2016 amb ràpids avenços de les tropes kurdes que van aconseguir arribar a la ciutat de Mossul juntament amb les tropes iraquianes en només 10 dies des de les seves posicions inicials. Durant el mes d'octubre, les tropes iraquianes i kurdes van avançar ràpidament sobre diferents barris de la ciutat. Cap al 12 de novembre gran part de la ciutat havia estat reeixidament capturada per les tropes aliades i a partir de llavors, la batalla es va estancar amb avenços poc importants. Després de 8 mesos de combats, la ciutat de Mossul va ser completament reconquerida per les Forces Armades Iraquianes el 9 de juliol de 2017.
El 6 de novembre de 2016, les Forces Democràtiques Sirianes (FDS) van llençar l'Ofensiva de Raqqa. El 6 de juny de 2017 les FDS van entrar a la ciutat i la capturen totalment el 17 d'octubre de 2017, havent capturat més de 236 pobles, aldees i muntanyes estratègiques, dues centrals d'energia, la base aèria de Tabqa, la ciutat de Tabqa, la presa de Tabqa i la presa de Baath.
Amb la derrota del grup terrorista a Síria i Irak, els 40.000 membres havien de pegar a fugir cap a les seues llars. 5.600 d'aquests foren seguits pel Centre Soufan Center i la Global Strategy Network: la majoria tornaven a Turquia (900); a Europa tornaren 1.200; 800 a Tunísia i 200 al Marroc; i 7 als Estats Units d'Amèrica.

## Intervenció a Líbia
Durant el caos generalitzat i la guerra civil que va seguir la revolució a Líbia i va provocar l'erosió del control territorial sota el Congrés Nacional General (GNC), la facció local lleial a Estat Islàmic, que prèviament s'havia apoderat de la ciutat portuària de Derna, va llançar un atac el març del 2015 per capturar Sirte, que llavors era ocupada per una milícia islamista, i va caure el maig del 2015.
El març de 2015, l'Exèrcit Nacional de Líbia (ENL) lleial al Govern de Salvació Nacional amb seu a Tobruk va començar un setge a Derna que va aixecar el maig de 2015 a causa de les disputes entre els comandants i les tribus afiliades, i el juny de 2015 el Consell Shura dels Mujahideen de Derna va llançar una ofensiva, expulsant Estat Islàmic de gran part de la ciutat, però els enfrontaments van continuar entre ells i l'ENL. Al juliol de 2015, els últims militants d'Estat Islàmic a Derna van retirar-se a Sirte.
Al maig de 2016, l'Exèrcit Nacional de Líbia (ENL) de Khalifa Haftar controlava la major part de Bengasi i va començar la batalla de Sirte entre Estat Islàmic i les forces lleialistes del Govern d'Acord Nacional i el Govern de Salvació Nacional recolzades pels Estats Units, a la vegada que es combatia la batalla de Mossul contra Estat Islàmic a l'Iraq, la campanya de Raqqa de les Forces Democràtiques Sirianes a la capital de facto d'Estat Islàmic a Síria i amb l'Operació Escut de l'Eufrates al nord de Síria. Estat Islàmic va perdre el control de tots els territoris significatius que havia aconseguit a Líbia i es va retirar de Sirte a les zones desèrtiques al sud de la ciutat, i va començar principalment atacs de baix nivell contra les forces líbies i la infraestructura local.

## Causes i conseqüències

### L'Iraq i Síria
Alguns, generalment crítics de la invasió de l'Iraq el 2003, creuen que l'arrel d'aquests esdeveniments es remunta a la construcció sense èxit de la nació iraquiana, així com a la divisió ètnica i sectària. D'altra banda, la guerra civil siriana va donar a l'EI i altres grups gihadistes sunnites una causa i un camp de batalla, quan semblava que la seva campanya a l'Iraq es trobava en declivi. Les seves victòries en sòl sirià els van donar una base i un impuls. Segons Tony Blair, ExPrimer Ministre del Regne Unit, «no hi ha dubte que una de les principals causes immediates de la presa de control de Mossul per l'EI és la situació a Síria. L'operació a Mossul va ser planejada i organitzada des de Raqqa, a través de la frontera siriana. Els lluitadors es van entrenar i es van endurir en la guerra siriana. És cert que s'originen a l'Iraq i que s'han enfocat [de nou] a l'Iraq durant els últims mesos. Però l'extremisme islamista, en totes les seves diferents manifestacions com a grup, es va reconstruir, es va refinançar i es va rearmar com a resultat de la seva habilitat per créixer i guanyar experiència en la guerra a Síria».
El punt de vista de Blair va ser criticat per diversos oficials i polítics, entre ells l'antic general Michael Rose, el membre del gabinet de Blair, Clare Short i l'ex parlamentari del Partit Conservador Peter Tapsell, com a enganyós, ja que en la seva opinió no esmentava la invasió de l'Iraq com a causa propera de l'augment de l'extremisme. Fareed Zakaria, redactor de la revista Financial Times i assessor polític en una ocasió de la política de l'Orient Mitjà de l'Administració Bush, va al·legar que la contraproduent intervenció occidental a l'Iraq i Síria va servir per accelerar la lluita interna sectària en tots dos països i els va donar poder als radicals de tots dos costats. El Financial Times va descriure els conflictes que abasten l'Iraq i Síria com a guerres religioses similars a la Guerra dels Trenta Anys europea.
Segons Richard Barrett, el nombre de ciutadans britànics que han anat a Síria i l'Iraq per lluitar a favor dels insurgents podria ser d'uns 500 gihadistes.

#### Retirada de l'exèrcit iraquià
L'Exèrcit iraquià, considerat per alguns com l'exèrcit millor entrenat i armat del món àrab, es va col·lapsar de tal manera que grups amb alguns milers de militants (com l'EI i els seus aliats) van ser capaços de prendre el control de Mossul i Tikrit amb facilitat. A més, es va retirar de Kirkuk, cedint el territori als peshmerga kurds. Hi ha diferents teories que expliquen aquests successos. Segons The Daily Telegraph, un escenari és que els generals en les casernes militars d'aquestes ciutats compartissin la mateixa ideologia baassista, i fossin els primers a fugir. Segons The Guardian, és possible que els tres generals iraquians responsables de Mossul, Tikrit i Kirkuk no volguessin lluitar per un estat que no estava funcionant. També és possible que les tropes iraquianes s'adonessin ràpidament que no eren rival per als gihadistes, veterans de guerra i motivats ideològicament.
Una tercera teoria suggereix que lliurar als kurds Kirkuk (capital d'una regió amb grans reserves de petroli) podria ser el primer pas en una sèrie de moviments per replantejar-se les relacions entre Bagdad i els kurds, i treure al país del seu estat de caos permanent. Aquesta teoria es fonamenta en l'opinió d'alguns que els kurds han perdut la fe en l'habilitat del Primer Ministre Nuri al-Maliki de servir tant als seus interessos com als de l'Iraq. El viceprimer ministre iraquià Rowsch Shaways, d'origen kurd, ha retret la falta de cooperació entre l'Exèrcit iraquià i els peshmerga, de la qual ha responsabilitzat directament a el-Maliki, acusant-lo de no voler col·laborar amb els kurds.

### Sunnites i xiïtes
Segons els crítics del govern de l'Iraq, les polítiques pro-xiïtes d'al-Maliki han estat una de la principals raons de l'alienació dels àrabs sunnites i kurds, la qual cosa ha exercit un paper important en la deterioració de la seguretat i l'aparició dels extremistes sunnites. Al-Maliki, per la seva banda, ha acusat a Aràbia Saudita de recolzar i finançar als militants de l'EI, que volen crear un califat sunnita en el cor de l'Orient Mitjà. Aquesta opinió va ser recolzada per escriptors de les revistes Foreign Policy i The Daily Beast, que van afirmar que el govern saudita, veient la predominança política de la població xiïta de l'Iraq com una amenaça, van decidir proporcionar armes i material a l'oposició radical sunnita.
L'analista del "Washington Institute for Near East Policy" Michael Knights va assenyalar que l'oposició mútua al govern liderat per xiïtes va permetre forjar una aliança entre l'islamista EI i els insurgents influenciats pel baassisme secular, com l'Ordre de Naqshbandi, fins llavors oposats ideològicament. La coordinació entre tots dos grups li va proporcionar a l'EI l'ajuda de xarxes clandestines d'ex militars, insurgents, funcionaris sunnites i grups tribals, tots ells simpatitzants de l'era del govern baassista de Saddam Hussein. Gràcies a aquest suport, un grup relativament petit de militants va poder dur a terme un "cop" en regions sunnites on el Partit Baas, prohibit el 2003, encara conserva un cert grau de suport. Com a conseqüència de la presència de Naqshbandi, el Consell Militar Revolucionari, i altres grups seculars sunnites, tribus i alguns Consells del Despertar oposats a l'EI van donar suport a la insurrecció.
Knights va informar, a més, que en els anys que van precedir la insurrecció, l'Ordre de Naqshbandi, liderada per ad-Duri, va buscar vincular-se als elements de la societat sunnita oposats al govern de Maliki, va fomentar l'establiment de campaments de protesta en diversos llocs, incloent Hauiya, i va intentar atreure a milícies sunnites. L'arribada dels militants de l'EI de Síria va servir en definitiva com el catalitzador final d'una revolta més àmplia i general.